# OneRepublic
OneRepublic est un groupe de pop rock américain, originaire de Colorado Springs, dans le Colorado, fondé en 2002. Après quelques années de succès mitigé, ils obtiennent une grande reconnaissance publique avec la sortie de leurs singles Apologize (2007) et Stop and Stare (2008) extraits de leur album Dreaming Out Loud (2007). Apologize était la chanson la plus téléchargée légalement en 2008 aux États-Unis avec plus de trois millions de téléchargements.

## Biographie

### Origines (1996)
En 1996, Ryan Tedder et Zach Filkins, deux lycéens de la Colorado Springs Christian High School, à Colorado Springs, dans le Colorado, décident de former un groupe de rock avec des amis. Après le lycée, Tedder et Filkins se séparent pour aller dans des universités différentes,.

### Débuts (2002–2006)
En 2002, ils se réunissent à Los Angeles et forment leur deuxième groupe sous le nom de Republic. Tedder a convaincu Filkins, qui vivait à Chicago, de déménager. Neuf mois plus tard, ils signent un contrat avec Columbia Records. Eddie Fisher, Brent Kutzle et Drew Brown rejoignent Tedder et Filkins. Ils changent leur nom de groupe pour OneRepublic après que leur label a mentionné que le nom Republic pouvait leur apporter des problèmes avec d’autres groupes. Le groupe travaille pendant deux ans et demi pour leur premier album et obtient un grand succès sur MySpace. Ils attirent alors l’attention de plusieurs labels comme celui de Timbaland Mosley Music Group. Peu de temps après, ils signent un contrat avec le label.
OneRepublic est formé en 2003 à Colorado Springs (Colorado) sous l'impulsion de Ryan Tedder (chant, piano, guitare) et Zach Filkins (guitare). Relocalisé à Los Angeles, le duo engage Drew Brown (claviers), Brent Kutzle (basse) et Eddie Fisher (batterie). Le groupe attire l'intérêt de nombreux labels, dont Mosley Music Group de Timbaland. En 2003, le groupe décroche un contrat chez Sony BMG. Au bout de trois ans, la major lui rend son contrat.

### Dreaming Out Loud(2007–2009)
En 2007, repéré sur MySpace, OneRepublic signe ensuite sur le label Mosley Music Group tenu par Timbaland. En 2007 toujours, le groupe fait une apparition dans la série Smallville, plus précisément dans l'épisode 13 de la saison 7. OneRepublic livre dans la foulée son premier album Dreaming Out Loud le 20 novembre 2007, chez Mosley Music Group. L'album atteint la 14e place des classements américains, et 75 000 exemplaires vendus la première semaines. Cependant les réactions des critiques sont mitigées voir négatives,. Le magazine Rolling Stone lui attribue deux étoiles sur cinq, mais place le groupe dans sa liste des « groupes à surveiller ». L'album est édité en France en 2008. Ainsi, en 2008, Dreaming Out Loud a été la 49e meilleure vente d'album dans le monde, soit plus d'un million d'exemplaires[réf. nécessaire].
Le premier single, Apologize, est publié dans sa version originale de Dreaming Out Loud. À cette période, Apologize est incluse dans la compilation Shock Value. Le single atteint la première place du Billboard Pop 100 pendant huit semaines consécutives, et la troisième place du Billboard Hot 100. La chanson se vendra à cinq millions d'exemplaires rien qu'aux États-Unis, et sera certifié quintuple-disque de platine par la RIAA. La chanson est un véritable succès international, qui atteint la première place des classements de seize pays, dont l'Australie, l'Allemagne, l'Italie et la Suède.

### Waking Up(2009–2011)

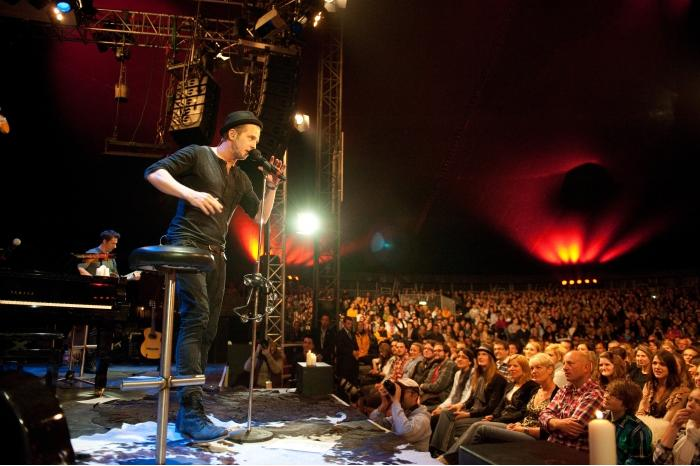
OneRepublic au Zermatt Unplugged en 2011 en Suisse.

Le 17 novembre 2009, le groupe sort son deuxième album appelé Waking Up. Après l'énorme succès des singles Apologize et Stop and Stare, les chansons All the Right Moves, Secrets et Good Life propulse l'album dans les charts américains à la 21e place. En juin 2010, une nouvelle collaboration est faite entre Timbaland et OneRepublic qui font ensemble un remix de la chanson Marchin On qui apparait dans l'album de Timbaland, Shock Value II.
Le 16 juin 2010, OneRepublic effectuait la première partie de Bon Jovi au Palais omnisports de Paris-Bercy, et les 11 et 12 septembre 2010, ils font la première partie de U2 au Stade du Letzigrund de Zurich. En 2011, OneRepublic sort un remix de Good Life en compagnie du chanteur B.O.B.
En 2010, le groupe apparait dans L'Apprenti sorcier avec leur single Secrets. En 2010 toujours, le groupe apparait également dans Easy A avec le single Good Life. Le 18 avril 2011, OneRepublic confirme sur Twitter la sortie de leur troisième album appelé Life in Color, prévu pour début 2012. Lors d'une tournée dans les pays européens dans des concerts à Vienne ou Prague, le groupe dévoile au grand jour leur premier morceau de ce futur album, s'appelant également Life in Color.

### Native(2012–2014)
En 2012, Ryan Tedder fait une apparition dans la première saison de Smash. Après leur passage lors de l'iTunes Festival, le 19 septembre 2012, le groupe annonce que leur nouvel album s'appellera finalement Native. Ils dévoilent le titre Feel Again comme premier single. L'album sort le 26 mars 2013. Il entre dans le classement du Billboard 200 à la quatrième position et se vend à plus de 60 000 exemplaires dès la première semaine.
Feel Again, le premier single, est annoncé pour le 27 août 2012, mais plus tard publié comme single promotionnel. Il sera certifié disque de platine aux États-Unis. Elle est utilisée pour la bande-annonce de The Spectacular Now. Le véritable premier single de l'album, If I Lose Myself, est publié le 8 janvier 2013. Il atteint le top 10 de différents pays européens, et la 74e place du Billboard Hot 100. Le 2 avril 2013, le groupe joue en tête d'affiche sa tournée Native Tour en soutien à l'album, à commencer en Europe. La tournée nord-américaine se fait avec Sara Bareilles, et le Native Summer Tour se fait avec The Script et American Authors. La tournée se termine en Russie le 9 novembre 2014, terminant ainsi avec 169 concerts, la plus grosse tournée du groupe en date.
Le 8 avril 2014, OneRepublic confirme sur Twitter l'enregistrement de la chanson Love Runs Out aux Studio Faust Records de Prague. La sortie du single est repoussée afin de permettre au groupe d'y ajouter des chœurs. La chanson devient la deuxième dans la réédition de l'album sortie le 14 avril. En septembre 2014, OneRepublic publie le clip de I Lived, sixième single extrait de Native. Tedder explique avoir écrit cette chanson pour son fils de 4 ans.

### Oh My My(2015-2017)
En septembre 2015, le groupe confirme un quatrième album, prévu pour 2016. Le 13 mai 2016, le premier single, Wherever I Go, est publié. Le 3 août, le premier single officiel, Kids est annoncé, et publié le 12 août 2016. Toujours en août, le groupe dévoile la couverture de leur prochain album.
Le 9 janvier 2017, le groupe publie un troisième single, Let's Hurt Tonight, qui devient la bande originale du film Collateral Beauty. Le 16 février 2017, le groupe jouera en tête d'affiche du Honda Civic Tour, qui commence le 7 juillet 2017.

### 2017–2019: Singles indépendants

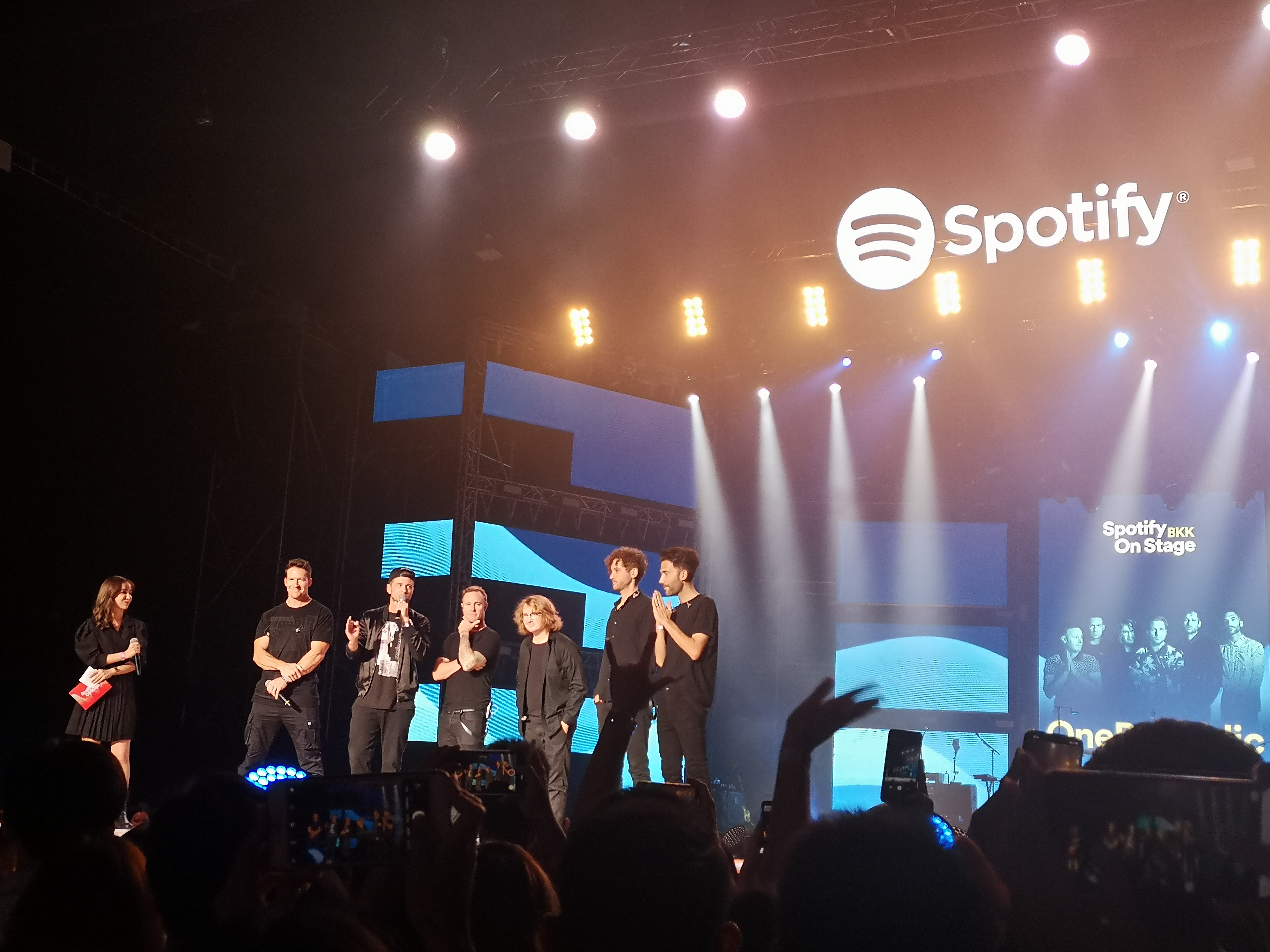
OneRepublic à Spotify On Stage BKK 2019.

Le 27 avril 2017, le chanteur et auteur-compositeur principal de OneRepublic Ryan Tedder a publié une publication Facebook révélant l'avenir du groupe en matière de sortie de nouveaux morceaux. Dans le message, il a déclaré qu'il souffrait d'une « anxiété paralysante » et qu'il était tombé malade à cause des tournées constantes, des enregistrements et de la promotion des sorties du groupe. Il a précisé que OneRepublic sortirait « de la nouvelle musique aussi souvent qu'il était humainement possible… mensuellement, hebdomadairement parfois », s'écartant du système de cycle d'album typique. Les singles qu'ils ont sortis en 2017 incluent No Vacancy, Truth to Power, Rich Love et Born to Race. En septembre 2017, Tedder a déclaré lors d'un concert que le groupe avait commencé à travailler sur son cinquième album studio qui devait sortir en 2018. Il a estimé qu'il y aurait 7 à 8 chansons sur l'album. Ils ont également participé à la chanson de Kygo Stranger Things pour son deuxième album studio Kids in Love, sorti en 2017.
Le groupe a ouvert pour le Zac Brown Band à certaines dates de leur tournée Down the Rabbit Hole Live à l'été 2018. Le 16 mai 2018, Start Again, un single avec Logic, est sorti sur YouTube et diverses autres plateformes. Le single fait partie de la bande originale de la saison 2 de la série Netflix, 13 Reasons Why . Le 26 juin 2018, OneRepublic a sorti le single Connection. Le 9 novembre 2018, OneRepublic a publié une reprise de la chanson White Christmas pour une publicité Jeep. Le 3 janvier 2019, Ryan Tedder a annoncé via son Twitter officiel qu'un nouvel album sortirait courant 2019. Sa sortie était prévue pour 2018. Le 31 janvier 2019, OneRepublic et Galantis ont sorti leur chanson Bones.

### 2019–2021:Human
Le 17 mai 2019, OneRepublic a sorti le premier single Rescue Me de son cinquième album studio alors sans titre. Le 27 août 2019, OneRepublic a annoncé son prochain single Wanted, qui est sorti le 6 septembre 2019. Un single promotionnel, Somebody to Love, est sorti le 11 septembre, le jour de la finale de la saison de Songland. Le 15 septembre 2019, Tedder a annoncé que son cinquième album studio s'appellerait Human et sortirait en novembre 2019. Il a également confirmé que Rescue Me et Wanted seraient inclus dans l'album. Cependant, le 19 novembre 2019, Tedder a déclaré que l'album devait sortir au printemps 2020. Le 6 octobre 2019, le groupe était la tête d'affiche de la grande finale de la National Rugby League 2019 au stade ANZ.
Le 10 mars 2020, le groupe a annoncé son prochain single Didn't I, qui est sorti le 13 mars 2020. Human a été annoncé le même jour pour une sortie le 8 mai 2020. Better Days est sorti en tant que quatrième single de Human le 25 mars 2020, tous les bénéfices étant reversés à MusiCares. En raison de la pandémie de COVID-19 « obligeant le groupe à prendre ses distances les uns avec les autres et avec ses fans », le groupe a annoncé dans une déclaration sur les réseaux sociaux le 8 avril 2020 que la sortie de Human avait été reportée. Elle a été « reportée indéfiniment jusqu'à l'automne ». Elle a ensuite été reportée jusqu'en 2021. Le 15 mai 2020, le groupe a sorti un nouveau single avec Kygo intitulé Lose Somebody, qui apparaît sur le troisième album studio de Kygo, Golden Hour . Le 25 septembre 2020, le groupe a sorti Wild Life du film Disney+ Clouds.

### 2021-2024:Artificial Paradise
Le 1er novembre 2021, OneRepublic a sorti la chanson Sunshine. La chanson est utilisée comme chanson thème du film Clifford the Big Red Dog de 2021. Le 4 novembre, le groupe a repris We Are the Champions dans le cadre de The Queen Family Singalong sur ABC. Le groupe est devenu le premier grand artiste américain à accepter la crypto-monnaie comme moyen de paiement pour un concert en direct après avoir accepté les paiements via l'application Bitcoin Strike pour leur concert du 16 novembre au Haydn Hall de Vienne.
En février 2022, OneRepublic a sorti la chanson West Coast. Le 1er avril, OneRepublic a sorti You Were Loved en single avec le DJ et producteur Gryffin. Le 13 mai 2022, le groupe sort I Ain't Worried, le deuxième single de la bande originale du film Top Gun: Maverick. Le 31 janvier 2023, Ryan Tedder a confirmé dans The Great Creators avec Guy Raz qu'il mettrait en ligne des teasers de chansons sur les réseaux sociaux et laisserait le public choisir le prochain single. Le 26 mai 2023, OneRepublic a sorti le single Runaway, qui s'est classé à la 58e place du Irish Singles Chart et à la 6e place du Top 40 néerlandais. Le 22 septembre, OneRepublic sort le single Mirage avec Mishaal Tamer pour Assassin's Creed Mirage. Un clip vidéo a été publié en même temps que la chanson. Ils ont également sorti le single de Noël Dear Santa le 21 octobre.
Le groupe a sorti le single I Don't Wanna Wait avec le producteur français David Guetta, qui reprend l'air de Dragostea Din Tei d'O-Zone. Le groupe a sorti la chanson thème de fin Nobody pour l'anime Kaiju n° 8 qui a été diffusé pour la première fois le 13 avril 2024. Le groupe a sorti la chanson Fire avec Meduza et Leony en promotion du Championnat d'Europe de football 2024. OneRepublic a annoncé son sixième album le 6 juin 2024, et le premier single sorti après l'annonce de l'album était Hurt le 5 juillet.
Le groupe a sorti son sixième album studio Artificial Paradise le 12 juillet 2024.

## Membres

### Membres actuels
- Ryan Tedder - chant, guitare, piano (depuis 2002)
- Zach Filkins - guitare, chant, violon (depuis 2002)
- Drew Brown - guitare, glockenspiel, chant, piano (depuis 2002)
- Eddie Fisher - batterie (depuis 2005)
- Brent Kutzle - basse, guitare, piano, violoncelle, chant (depuis 2007)
- Brian Willett - synthétiseur, piano (depuis 2019)

### Membre additionnel
- Brian Willett - synthétiseur, piano (2012-2019)

### Anciens membres
- Tim Myers : guitare, basse (2002-2007)
- Jerrod Bettis : batterie, percussion (2002–2005)

## Discographie

### Reprises
- Umbrella de Rihanna
- Bitter Sweet Symphony de The Verve
- Last Goodbye de Jeff Buckley
- Don't Go Away d'Oasis - OneRepublic choisissent cette chanson après que strippedmusic.com leur a demandé de faire une reprise d'une chanson d'un groupe ou d'un artiste qu'ils considèrent. La vidéo de cette chanson est disponible exclusivement sur iTunes
- Mercy de Duffy - Pendant leur visite au Royaume-Uni
- Oh Holy Night
- Always Where I Need To Be de The Kooks
- For What It's Worth de Buffalo Springfield (OneRepublic ont joué cette chanson pendant leurs tournées en 2008)
- Crazy de Gnarls Barkley
- Shout de Tears for Fears
- Millennium de Robbie Williams
- Sabotage de Beastie Boys
- Take Me Out de Franz Ferdinand
- Stand By Me de Ben E. King
- Seven Nation Army de The White Stripes
- SexyBack de Justin Timberlake
- We Found Love de Rihanna
- Goldigger de Kanye West
- Stay With Me de Sam Smith
- Budapest de George Ezra

### Singles
- 2007 : Apologize (Ft. Timbaland)
- 2008 : Stop and Stare
- 2008 : Tyrant
- 2008 : Say (All I Need)
- 2008 : Mercy
- 2009 : Come Home (Sortie numérique seulement)
- 2009 : All the Right Moves
- 2009 : Secrets
- 2010 : Marchin on
- 2011 : All This Time
- 2011 : Good Life
- 2012 : Feel Again
- 2013 : If I Lose Myself
- 2013 : Counting Stars
- 2013 : Something I Need
- 2013 : If I Lose Myself (Remix) (feat. Alesso)
- 2014 : Love Runs Out
- 2014 : Ordinary Human
- 2014 : I Lived
- 2016 : Wherever I Go
- 2016 : Kids
- 2016 : Future Looks Good
- 2016 : A.I.
- 2017 : Let's Hurt Tonight
- 2017 : Rich Love (Seeb Remix)
- 2017 : No Vacancy
- 2018 : Start Again (Ft. Logic)
- 2018 : Connection
- 2019 : Bones (Ft. Galantis)
- 2022 : I Ain't Worried
- 2023 : Runaway
- 2023 : Mirage (for Assassin's Creed Mirage) (feat. Mishaal Tamer)
- 2024 : I Don't Wanna Wait (feat. David Guetta)
- 2024 : Nobody (from Kaiju No. 8)
- 2024 : Fire (Official UEFA EURO 2024 Song) (feat. Leony & Meduza)
- 2024 : Hurt
- 2024 : Sink or swim
- 2025 : Chasing Paradise (feat. Kygo)
- 2025 : Tell me (feat. Karan Aujla and Ikky)
- 2025 : Invicible (from Kaiju No. 8)

## Récompenses et nominations
| Année | Récompense                  | Catégorie                                                      | Résultat |
| ----- | --------------------------- | -------------------------------------------------------------- | -------- |
| 2008  | Teen Choice Awards          | Meilleure percée musicale                                      | Nommé    |
| 2008  | Teen Choice Awards          | Chanson rock (Stop and Stare)                                  | Lauréat  |
| 2008  | MuchMusic Video Awards      | Meilleure vidéo internationale - groupe (Apologize)            | Nommé    |
| 2008  | MuchMusic Video Awards      | Meilleure vidéo internationale - groupe (Stop and Stare)       | Nommé    |
| 2008  | ECHO                        | Hit national/international de l'année (Apologize)              | Nommé    |
| 2008  | MTV Asia Awards             | Best Hook Up (Apologize)                                       | Lauréat  |
| 2008  | MTV Asia Awards             | Breakthrough Artist                                            | Nommé    |
| 2008  | Premios 40 principales      | Meilleur succès international (Apologize)                      | Lauréat  |
| 2008  | MTV Europe Music Awards     | Meilleur nouveau groupe                                        | Nommé    |
| 2009  | People's Choice Awards, USA | Chanson rock préférée (Apologize)                              | Nommé    |
| 2009  | Grammy Awards               | Meilleure performance pop d'un groupe ou duo vocal (Apologize) | Nommé    |
| 2009  | ECHO                        | Meilleur groupe international                                  | Nommé    |
| 2010  | Eska Awards                 | Groupe de l'année                                              | Lauréat  |
| 2010  | Teen Choice Awards          | Meilleure chanson rock (All The Right Moves)                   | Nommé    |
| 2011  | Teen Choice Awards          | Choice Music: Rock Group                                       | Nommé    |
| 2011  | Teen Choice Awards          | Choice Music: Rock Track (Good Life)                           | Nommé    |
| 2011  | American Music Awards       | Groupe/duo pop-rock préféré                                    | Nommé    |
| 2012  | Peoples Choice Awards, USA  | Groupe préféré                                                 | Nommé    |
| 2020  | NRJ Music Awards 2020       | Groupe / Duo international de l'année                          | Nommé    |
| 2021  | NRJ Music Awards 2021       | Groupe / Duo international de l'année                          | Nommé    |
| 2022  | NRJ Music Awards 2022       | Groupe / Duo international de l'année                          | Nommé    |